# Вуосаарі (порт)
60°12′47″ пн. ш. 25°11′18″ сх. д. / 60.213065° пн. ш. 25.18844° сх. д.
Вуосаарі (фін. Vuosaaren satama, швед. Nordsjö hamn) — морський порт в Гельсінкі, Фінляндія, відкрито в листопаді 2008 року.
Гавань, розташована в районі Вуосаарі в Східному Гельсінкі, обслуговує вантажні перевезення регіону Великого Гельсінкі, а пасажирські перевезення обслуговують з центра міста Гельсінкі. Гавань Вуосаарі перебрав на себе операції двох контейнерних портів — Західний порт у центрі міста та гавань Сьорнайнен, і в кінцевому підсумку також замінить нафтовий порт в Лааясало.
Порт має загальну земельну ділянку площею 150 га, у тому числі 90 га земель, відвойованих у моря. Поруч з портом також розташовано бізнес-парк площею 75 га. Проєкт гавані також передбачав продовження Кільцевої автодороги III до нового морського порту та нової залізничної лінії, яка буде використовуватися для транспортування товарів до/з порту.
Порт Вуосаарі побудований на місці колишньої корабельні Вуосаарі.